# NGC 7555
NGC 7555 is een niet-bestaand object in het sterrenbeeld Pegasus. Het hemelobject werd op 11 september 1828 ontdekt door de Britse astronoom John Herschel.